# ISO 3166-2:KI

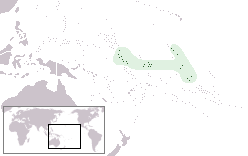
Mapa lokality Kiribati na mapě světa

Kódy ISO 3166-2 pro Kiribati identifikují 3 skupiny ostrovů. První část (KI) je mezinárodní kód pro Kiribati, druhá část sestává z jednoho velkého písmene identifikujícího skupinu ostrovů.

## Seznam kódů
| Kód  | Skupina ostrovů    |
| ---- | ------------------ |
| KI-G | Gilbertovy ostrovy |
| KI-L | Liniové ostrovy    |
| KI-P | Phoenixské ostrovy |